# Jóan Símun Edmundsson
Jóan Símun Edmundsson (født 26. juli 1991) er en færøsk fodboldspiller, der spiller for den belgiske klub Beveren og for Færøerne.

## Karriere
Edmundsson startede sin fodboldkarriere hos B68 Toftir. I december 2009 spillede han med Newcastle United, han var udlånt fra B68 indtil slutningen af sæsonen, med udsigt til en fast kontrakt, efter en succesrig prøvetid i en venskabskamp mod Hibernian. Han skrev under en fast kontrakt i juni 2010.
Edmundsson fik sin debut for Newcastle i en venskabskamp mod Norwich City den 25. juli 2010. Den 7. januar 2011 blev Edmundsson udlånt til Gateshead i 28 dage. Han fik sin debut for Gateshead den 8. januar 2011 mod Kidderminster Harriers. Edmundsson scorede sit første mål for Gateshead den 15. januar 2011 i FA Trophy i en 6–0 sejr imod Hampton & Richmond Borough.
Edmundsson underskrev kontrakt for den norske klub Viking den 15. februar 2012.
I 2014 spillede han for de færøske klubber AB og HB. I december 2014 underskrev han en toårig kontrakt med Vejle Boldklub.

### Odense Boldklub
I januar 2016 underskrev han kontrakt med OB, der gælder frem til sommeren 2018. Han fik sin debut for OB den 26. februar 2016, det var i kampen mod AGF, Edmundsson blev skiftet ind efter 90 minutter.

### Armenia Bielefeld
I sommeren 2018 havde Edmundsson kontraktudløb, og skiftede herefter til den tyske 2. Bundesliga-klub Arminia Bielefeld. Holdet sluttede på 1. pladsen i 2. Bundesliga i 2019 og rykkede op i Bundesligaen. Jóan Símun Edmundsen blev den første færing, der spillede i Tysklands bedste række. Han spillede sin første kamp i Bundesligaen den 26. september 2020, da han blev skiftet ind i anden halvleg mod Køln. Han blev afgørende for resultatet, da han scorede kampens eneste mål, som samtidig blev hans første mål i Bundesligaen.

## International karriere
Edmundsson spillede flere kampe for Færøernes U-19 og U-21, hvor han scorede et mål i 1-0 sejr over Ruslands U-21 landshold. Han fik debut for Færøernes landshold, mens han spillede i hjemlandet, i kampen mod Frankrig i august 2009. Han scorede sit første landsholdsmål for Færøernes A-landshold i 2-1 nederlaget mod Estland den 11. august 2010, det var samtidig det første mål som blev scoret i kvalifikationen til EM i fodbold 2012.
Den 14. november 2014, scorede han det eneste mål som kom i 1-0 sejren over Grækenland i Piraeus, hvilken var Færøernes første sejr i en internatonal konkurrence siden juni 2011.
| Landshold | År    | Kampe | Mål |
| --------- | ----- | ----- | --- |
| Færøerne  | 2009  | 1     | 0   |
| Færøerne  | 2010  | 8     | 1   |
| Færøerne  | 2011  | 4     | 0   |
| Færøerne  | 2012  | 4     | 0   |
| Færøerne  | 2013  | 9     | 0   |
| Færøerne  | 2014  | 4     | 1   |
| Færøerne  | 2015  | 5     | 1   |
| Færøerne  | 2016  | 4     | 2   |
| Færøerne  | 2017  | 5     | 0   |
| Færøerne  | 2018  | 6     | 1   |
| Færøerne  | 2019  | 6     | 0   |
| Færøerne  | 2020  | 3     | 0   |
| Færøerne  | 2021  | 12    | 0   |
| Færøerne  | 2022  | 5     | 1   |
| Total     | Total | 77    | 8   |

Internationale mål
Færøernes scoringer og resultater vises først.
| # | Dato               | Stadion                                          | Modstander    | Scoring | Resultat | Konkurrence                         |
| - | ------------------ | ------------------------------------------------ | ------------- | ------- | -------- | ----------------------------------- |
| 1 | 11. august 2010    | A. Le Coq Arena, Tallinn, Estland                | Estland       | 1–0     | 1–2      | EURO 2012 Kvalifikation             |
| 2 | 1. marts 2014      | Victoria Stadion, Gibraltar                      | Gibraltar     | 1–1     | 4–1      | Venskabskamp, uofficiel             |
| 3 | 14. november 2014  | Karaiskakis Stadion, Piraeus                     | Grækenland    | 1–0     | 1–0      | Kvalifikation til VM i fodbold 2018 |
| 4 | 4. september 2015  | Tórsvøllur, Tórshavn                             | Nordirland    | 1–1     | 1–3      | Kvalifikation til VM i fodbold 2018 |
| 5 | 28. marts 2016     | Estadio Municipal de Marbella, Marbella, Spanien | Liechtenstein | 2–0     | 3–2      | Venskabskamp                        |
| 6 | 7. oktober 2016    | Skonto Stadion, Riga, Letland                    | Letland       | 2–0     | 2–0      | Kvalifikation til VM i fodbold 2018 |
| 7 | 7. september 2018  | Tórsvøllur, Tórshavn, Færøerne                   | Malta         | 1–0     | 3–1      | UEFA Nations League 2018-19         |
| 8 | 25. september 2022 | Tórsvøllur, Tórshavn, Færøerne                   | Tyrkiet       | 2–0     | 2–1      | UEFA Nations League C 2022-23       |